# إدارة سان سلفادور
إدارة سان سلفادور (بالإنجليزية: San Salvador Department)‏ هي إدارة في السلفادور، تتبع السلفادور، بلغ عدد سكانها 2٬266٬387 نسمة، في 2006، عاصمتها سان سلفادور، تبلغ مساحتها 886٫2 كيلومتر مربع.